# Eccoptomera inermis
Eccoptomera inermis är en tvåvingeart som beskrevs av Leander Czerny 1924. Eccoptomera inermis ingår i släktet Eccoptomera och familjen myllflugor. Inga underarter finns listade i Catalogue of Life.